# Альгуасас
Альгуасас (ісп. Alguazas) — муніципалітет в Іспанії, у складі автономної спільноти Мурсія. Населення — 9146 осіб (2010).
Муніципалітет розташований на відстані близько 340 км на південний схід від Мадрида, 12 км на північний захід від Мурсії.
На території муніципалітету розташовані такі населені пункти: (дані про населення за 2010 рік)
- Альгуасас: 8526 осіб
- Лас-Пульяс: 87 осіб
- Б'єнвеніда: 0 осіб
- Ло-Кампоо: 41 особа
- Лас-Каньядас: 0 осіб
- Ель-Кольменар: 9 осіб
- Ла-Еспаррагера: 4 особи
- Оя-і-Кабесо: 126 осіб
- Ель-Парахе: 158 осіб
- Ель-Портічуело: 5 осіб
- Лос-Кіньйонес: 0 осіб
- Лос-Родеос: 6 осіб
- Ель-Саладар: 22 особи
- Сото-лос-Пардос: 103 особи
- Торре-лос-Фрайлес: 55 осіб
- Лас-Єсерас: 4 особи

## Демографія
Динаміка населення (INE ):

## Галерея зображень

Розташування муніципалітету Альгуасас у провінції Мурсія
Прапор
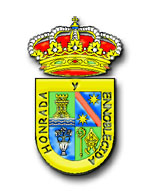
Герб муніципалітету Альгуасас